# عربال
عربال تُعرف أيضًا باسم دومين عربال،  هي قرية في ولاية وهران، الجزائر، شمال إفريقيا .
تقع أربال على ارتفاع 167 م فوق مستوى سطح البحر و 26 كم جنوب وهران، على الجانب الجنوبي لبحيرات سبخة وهران . مبدئيا حُددت أربال  موقعًا للمدينة القديمة الرومانية ريجياي .

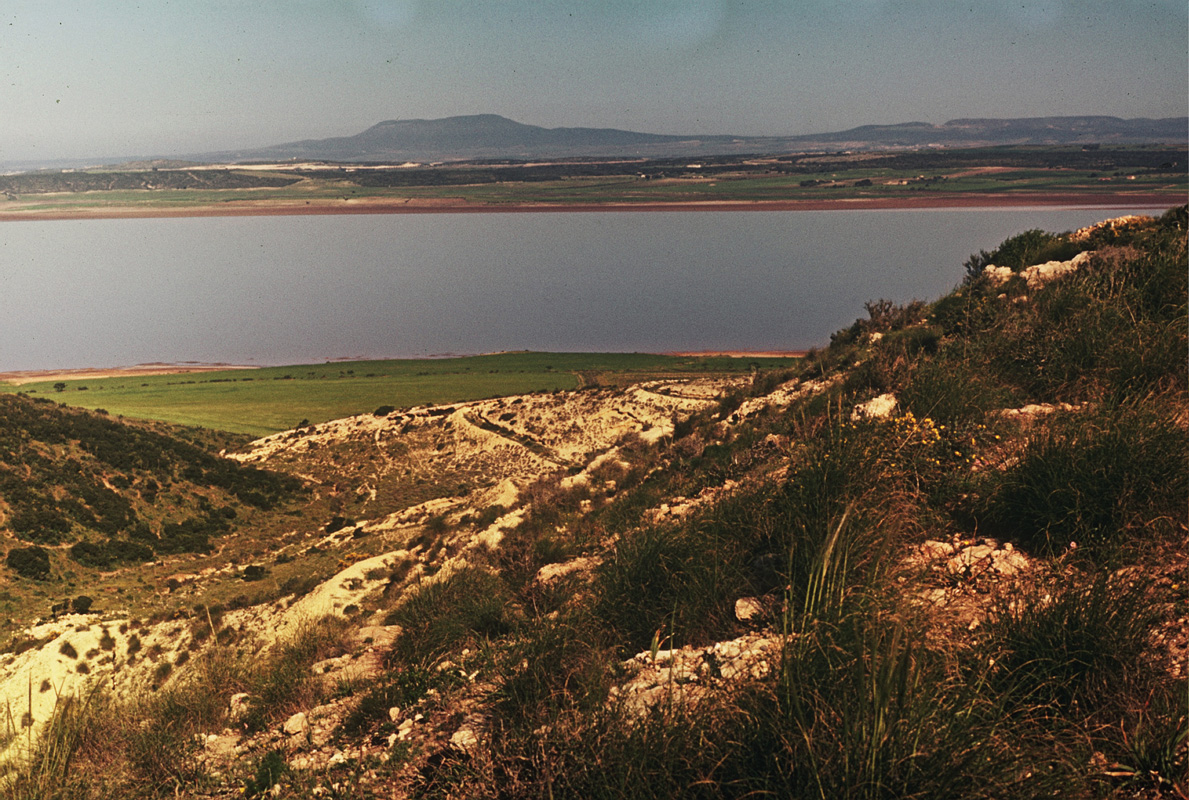
الريف قرب أربال